# Grand Prix de Denain 1976
Il Grand Prix de Denain 1976, diciottesima edizione della corsa, si svolse il 20 aprile su un percorso con partenza e arrivo a Denain. Fu vinto dal belga Walter Planckaert della Maes Pils-Rokado davanti al francese Robert Mintkiewicz e al belga Eric Jaques.

## Ordine d'arrivo (Top 10)
| Pos. | Corridore            | Squadra           | Tempo |
| ---- | -------------------- | ----------------- | ----- |
| 1    | Walter Planckaert    | Maes Pils-Rokado  |       |
| 2    | Robert Mintkiewicz   | Gitane-Campagnolo |       |
| 3    | Eric Jaques          | Ebo-Cinzia        |       |
| 4    | André Mollet         | Maes Pils-Rokado  |       |
| 5    | René Dillen          | Gitane-Campagnolo |       |
| 6    | Willy Van Malderghem | Maes Pils-Rokado  |       |
| 7    | Jan Aling            | Ebo-Cinzia        |       |
| 8    | Ludo Van Staeyen     | Maes Pils-Rokado  |       |
| 9    | Luc D'Hondt          | Maes Pils-Rokado  |       |
| 10   | Eddy Demedts         |                   |       |